# Mike Sexton
Michael Richard Sexton (Shelbyville, 22 de setembro de 1947 – Las Vegas, 6 de setembro de 2020) foi um jogador profissional e comentarista de pôquer. Conquistou um bracelete da World Series of Poker (WSOP) e é membro do Poker Hall of Fame.
Sexton morreu no dia 6 de setembro de 2020 em sua residência em Las Vegas, aos 72 anos, em decorrência de um câncer.

## Braceletes
| Ano  | Torneio                      | Prêmio (US$) |
| ---- | ---------------------------- | ------------ |
| 1989 | $1,500 Seven-Card Stud Split | $104,400     |